# خنجرآباد (رزن)
خنجرآباد (رزن)، روستایی از توابع بخش سردرود شهرستان رزن در استان همدان ایران است.

## جمعیت
این روستا در دهستان سردرودسفلی قرار دارد و براساس سرشماری مرکز آمار ایران در سال ۱۳۹۵، جمعیت آن ۶۲۳ نفر (۱۷۹خانوار) بوده‌است.